# Pierre-Alexandre Parenteau
Pierre-Alexandre „P. A.“ Parenteau (* 24. März 1983 in Hull, Québec) ist ein ehemaliger kanadischer Eishockeyspieler, der im Verlauf seiner aktiven Karriere zwischen 2000 und 2018 unter anderem 511 Spiele für die Chicago Blackhawks, New York Rangers, New York Islanders, Colorado Avalanche, Canadiens de Montréal, Toronto Maple Leafs, New Jersey Devils und Nashville Predators in der National Hockey League auf der Position des rechten Flügelstürmers bestritten hat. Seine Cousins Pierre-Marc Bouchard und François Bouchard sind ebenfalls Eishockeyspieler.

## Karriere
Parenteau spielte als Jugendlicher in der kanadischen Juniorenliga Ligue de hockey junior majeur du Québec für drei verschiedene Teams. Im NHL Entry Draft 2001 wurde er von den Mighty Ducks of Anaheim ausgewählt.
Nach zwei weiteren Spielzeiten in der LHJMQ begann Pierre seine professionelle Karriere beim AHL-Farmteam der Ducks in Cincinnati, den Cincinnati Mighty Ducks. Im Dezember 2006 wurde er nach insgesamt vier Jahren in der AHL zu den Chicago Blackhawks transferiert. Für die Blackhawks konnte Parenteau seine ersten Spiele in der National Hockey League bestreiten. Kurz vor dem Start der Saison 2007/08 wurde er für einen Draftpick zu den New York Rangers geschickt. Dort entwickelte er sich in deren Farmteam, dem Hartford Wolf Pack, zu einem Topscorer in der American Hockey League. Im Oktober 2009 wurde Parenteau in den NHL-Kader der Rangers berufen und traf auch gleich in seinem ersten Spiel für die Rangers. Im Juli 2010 wechselte er zu den New York Islanders.
Am 1. Juli 2012 unterschrieb Parenteau einen Vierjahresvertrag bei der Colorado Avalanche, der ihm ein jährliches Gehalt von 4 Millionen US-Dollar zusicherte. Parenteau kam in allen 48 Partien der durch einen Lockout vor Saisonbeginn verkürzten Spielzeit zum Einsatz und erzielte dabei 43 Scorerpunkte. Damit war er gemeinsam mit Matt Duchene erfolgreichster Punktesammler der Avalanche in dieser Saison; seine 18 erzielten Tore waren teamintern die meisten. Nach einer weiteren Spielzeit in Denver transferierte ihn die Avalanche gemeinsam mit einem Fünftrunden-Wahlrecht für den NHL Entry Draft 2015 zu den Canadiens de Montréal im Tausch gegen Center Daniel Brière.
Nach einer Saison bei den Canadiens kauften diese ihn aus seinem verbleibenden Jahr Vertrag heraus (buy-out), sodass er vorerst auf der Suche nach einem neuen Arbeitgeber war. Diesen fand er wenige Tage später in den Toronto Maple Leafs, bei denen er einen Einjahresvertrag unterschrieb. Nach Ablauf dessen kehrte Parenteau zu den New York Islanders zurück. Ohne ein Pflichtspiel für das Team zu absolvieren, wurde er kurz vor Saisonbeginn im Oktober 2016 über den Waiver von den New Jersey Devils verpflichtet. Nach einem halben Jahr trennten sich die Devils aber wieder von ihm, als sie ihn für ein Sechstrunden-Wahlrecht im NHL Entry Draft 2017 zu den Nashville Predators transferierten. Mit den Predators erreichte er in der Folge das Stanley-Cup-Finale, unterlag dort allerdings den Pittsburgh Penguins.
Nachdem die Predators in der Folge seinen auslaufenden Vertrag nicht verlängerten, befand sich der Stürmer als Free Agent auf der Suche nach einem neuen Team. Im September 2017 erhielt Parenteau einen Probevertrag von den Detroit Red Wings, dieser führte allerdings nicht zu einer festen Verpflichtung. Anfang November 2017 wurde Parenteau von Awtomobilist Jekaterinburg aus der KHL unter Vertrag genommen. Dort verbrachte er die Spielzeit 2017/18 und beendete im Anschluss im Alter von 35 Jahren seine aktive Karriere.

## Erfolge und Auszeichnungen
- 2003 Silbermedaille bei der U20-Junioren-Weltmeisterschaft
- 2008 AHL Second All-Star Team
- 2009 AHL First All-Star Team
- 2017 Spengler-Cup-Gewinn mit dem Team Canada

## Karrierestatistik

### International
Vertrat Kanada bei:
- U20-Junioren-Weltmeisterschaft 2003

(Legende zur Spielerstatistik: Sp oder GP = absolvierte Spiele; T oder G = erzielte Tore; V oder A = erzielte Assists; Pkt oder Pts = erzielte Scorerpunkte; SM oder PIM = erhaltene Strafminuten; +/− = Plus/Minus-Bilanz; PP = erzielte Überzahltore; SH = erzielte Unterzahltore; GW = erzielte Siegtore; 1 Play-downs/Relegation; Kursiv: Statistik nicht vollständig)